# Brett James Gladman
Brett J. Gladman, né le 19 avril 1966, à Wetaskiwin (Alberta), au Canada, est professeur associé du département de physique et d'astronomie de l'université de la Colombie-Britannique à Vancouver en Colombie-Britannique.
Brett J. Gladman est célèbre pour avoir découvert différents corps astronomiques du système solaire, et particulièrement les lunes d'Uranus nommées Caliban et Sycorax. D'après le Centre des planètes mineures, il a découvert vingt astéroïdes numérotés, dont treize avec un codécouvreur, entre 1999 et 2009.
L'astéroïde (7638) Gladman a été nommé en son honneur.

## Astéroïdes découverts
| (44594) 1999 OX3 [1][2][3] | 21 juillet 1999   |
| (49673) 1999 RA215 [4][5] | 13 septembre 1999 |
| (60620) 2000 FD8 [1][3][2] | 27 mars 2000      |
| (60621) 2000 FE8 [1][3][2] | 27 mars 2000      |
| (62608) 2000 SD332 | 23 septembre 2000 |
| (82053) 2000 SZ370 [1] | 23 septembre 2000 |
| (118698) 2000 OY51 | 28 juillet 2000   |
| (182222) 2000 YU1 [2][6] | 16 décembre 2000  |
| (182223) 2000 YC2 [2][6] | 17 décembre 2000  |
| (182926) 2002 FU6 [1][7] | 20 mars 2002      |
| (200198) 1999 RE216 | 2 septembre 1999  |
| (385191) 1997 RT5 [8][9] | 7 septembre 1997  |
| (385533) 2004 QD29 | 19 août 2004      |
| (418993) 2009 MS9 [3][1] | 25 juin 2009      |
| (422472) 2014 SZ319 | 23 mars 2001      |
| (444025) 2004 HJ79 | 26 avril 2004     |
| (468422) 2000 FA8 [1][3][2] | 27 mars 2000      |
| (469610) 2004 HF79 | 24 avril 2004     |
| (524457) 2002 FN6 [1][7] | 30 mars 2002      |
| (612161) 2000 KK4 [1][2] | 26 mai 2000       |
| 1. avec John J. Kavelaars 2. avec Matthew J. Holman 3. avec Jean-Marc Petit 4. avec Donald R. Davis 5. avec Carol Neese 6. avec Tommy Grav 7. avec Alain Doressoundiram 8. avec Philip D. Nicholson 9. avec Joseph A. Burns |                   |